# Взвад
Взвад — деревня в Старорусском муниципальном районе Новгородской области, административный центр Взвадского сельского поселения.

Околица села

Расположена на южном побережье озера Ильмень, в дельте реки Ловать.
Деревня Взвад известна Взвадским рыбным заводом «Красный рыбак». Ранее называлась Звад.

## История
Упоминается в летописях со средневековых времён, причём в XII—XIII веках Взвад был местом княжеской охоты и рыбалки. Упоминалось в договорах Новгорода с князьями города Владимира и Твери. В XV в. Взвад неоднократно упоминался в договорах с князьями г. Москвы.
Подходя к Новгороду в 1477 году, Иван III отдал приказ: стать

«иным воеводам у езеря Илмеря на Взваде и на Ужине»

В начале XVII века на территории деревни стоял Звадской монастырь

## Культура
Основа культуры Взвада и соседних сёл связана с рыбной ловлей. Каждый год в деревне проходит праздник День рыбака. Сегодня это красочное представление, как правило, на главной площади деревни: награждение рыбаков, аттракционы для детей, в конце дня яркий салют, и, наконец, праздник у каждого в доме, на участке, множество рыбных изделий на столе и т.д…
В 1908 году вышла книга «Взвад», автором которой являлся граф Павел Шереметьев, живший на даче в этих местах.

«Лучшая охота на Взваде — весенний пролёт гусей. Летом охотятся на бекасов и уток. Бекасов так много, что можно ходить без собаки».

После революции в колхозе «Красный рыбак» был организован краеведческий музей.
После Великой Отечественной войны в селе стали возрождаться традиции ходить на «вечёрки». В основном культура села приобрела фольклорный образ. Вечёрки проходили в разных домах селян. Жительницы села вспоминают, что после войны в селе пели такие песни как «Розочку алую» и «Сведи маменька в хоровод гулять».

Сведи, маменька, 

В хоровод гулять,

В хоровод гулять,

Невест выбирать.

Выбирай-ка ты,

Добрый молодец,

Саму лучшую

Дочь — мещаночку

После создания в 1969 году хора в селе появились и современные песни «Город над Ильменем» (Никитин), «Взвадский вальс» (Турмана Э. П.). Кроме Дня рыбака, во Взваде отмечается также Успение Пресвятой Богородицы. По воспоминаниям старожилов гуляния проходили так:

«Пройдем раз-другой, да и пойдём в Чертицко, так там все рты разинут. Они там не пели. Но мы не любили туда ходить. Лучше у себя пели, ходили да пели. И хороводы водили, все так и разыгрывали: сын ходит крестьянский, дворяночку выбирает, потом мещаночку, а нужна-то дочь крестьянская, колхозница. А потом в конце песни и целуются парень с девушкой».

День рыбака

## Транспорт
Автомобильная дорога из районного центра — города Старая Русса — 22 км.
В 2023 году после тридцатилетнего перерыва возобновлено водное сообщение Взвада с Новгородом по озеру Ильмень. Рейсы выполняет судно на подводных крыльях типа Восход.